# Emoční jedení
Emoční jedlík (Emotional Eater) je člověk, který se přejídá, pokud se necítí psychicky dobře. Pokud cítí nervozitu, smutnou náladu nebo cítí napětí po nějakém konfliktu, snaží se "dostat do pohody" konzumací jídla. To pak neslouží k doplnění sil, energie, nasycení prázdného žaludku, ale ke změně nálady, pocitů, situace.
Emoční přejídání patří mezi poruchy příjmu potravy, nejblíže má k záchvatovitému nebo psychogennímu přejídání. U psychogenního přejídání se záchvaty "žravosti" objevují v různých situacích, například při pracovním stresu či nudě. Emoční jedlík si navykl používat jídlo jako uklidňující prostředek při emoční nepohodě.
Problém emočního jedlíka spočívá v tom, že konzumuje více jídla, než jeho tělo v rámci jeho životního stylu skutečně potřebuje. To se pak projeví nárůstem tělesné hmotnosti s následným rozvinutím pocitů vlastního selhávání, výčitek ze slabé vůle, negativního vnímání vlastního těla.

## Diagnostika
1. Impulzivní jedení při pocitech napětí, úzkosti, smutku, zlosti
2. Intenzivní strach z přibírání na váze
3. Časté sledování tělesné hmotnosti
4. Nutkavé myšlenky na jídlo
5. Není přítomné dlouhodobější výrazné omezování se ve stravě, užívání diuretik či laxativ, zvracení. To pak spadá pod problematiku mentální anorexie či mentální bulimie
6. Přejídání nenásleduje pravidelně po hladovění, to spadá pod problematiku záchvatovitého přejídání (psychogenního přejídání)

## Faktory emočního přejídání
Mezi faktory, které podporují neodolatelnou chuť k jídlu, patří:
- Nepravidelné stravování – vynechávání některého z "hlavních jídel" vede k pocitům hladu a zvýšení nervozity, k únavě, v organismu se to projeví např. hypoglykemií.
- Nevyvážená strava, může být způsobena dlouhodobě špatnými stravovacími návyky nebo redukčními dietami, přináší pocit nepohodlí, odepírání si, nesvobody, závidění ostatním, takový člověk se pak obvykle přejídá "zakázanými potravinami" – těmi, které si odepírá.

## Doporučení
- Cvičení – cvičení uvolňuje napětí, působí relaxačně a zároveň je to dobrý zdroj energie, pokud je únava a nejde o vyčerpání z fyzické práce.
- Kontakt s někým blízkým (partner, rodiče, kamarád...) dodá podporu a působí velmi dobře proti pocitu osamělosti.
- Relaxační cviky, cvičení jógy je dobrý způsob jak uvolnit a pročistit tělo i mysl, umožňuje také odložit jednání po velkých emocích.
- Pití vody zaplní žaludek, což může snížit nutkavou chuť jíst, navíc velmi dobře působí proti únavě a zlepšuje náladu, mnoho lidí totiž přes den málo přijímá tekutiny (rozhodně se nepočítá káva, černý a zelený čaj, které naopak ještě více tělo odvodňují).
- Ovoce, bylinkové čaje nebo něco podobného, co chutná a zároveň nesytí kaloriemi.
- Procházky – mohou být velmi uvolňující, navíc někdy velmi pomůže změna prostředí.
- Poslech oblíbené hudby dokáže skvěle emocionálně přeladit, dodat energii, příjemně naplnit volný čas.

Emočním jedlíkem lze být stále méně, pokud se člověk bude snažit stravovat pravidelně – pocity hladu v delších pauzách mezi jídlem snižují odolnost vůči stresu, samy o sobě vzbuzují pocity podráždění a napětí a zvyšují neodolatelnou chuť k jídlu. S tím také souvisí držení redukčních diet. Pokud někdo trpí nadváhou a uvědomuje si, že příčinou je právě to, že je emoční jedlík, pak redukční dieta moc nepomůže.
- Konzultace s odborníkem – pokud se nedaří s problémem hnout, není žádná ostuda domluvit si návštěvu u odborníka – psychologa či psychoterapeuta, který se specializuje na léčbu poruch příjmu potravy. Nápomocný může být i nutriční terapeut, který pomůže zkoordinovat a doladit jídelníček vzhledem k případné nadváze. Při náročném životním období a velkých emocionálních výkyvech je někdy velmi užitečná léčba psychofarmaky, většinou antidepresivy, které předepisuje psychiatr.

## Terapie
První volbou v odborné péči je psychoterapie. K nejčastěji užívaným psychoterapeutickým přístupůpm patří kognitivně-behaviorální psychoterapie (KBT) – ta se věnuje zejména identifikaci emocí, které přejídání spouští a práci na lepším způsobu zacházení s emocemi. užitečná je dynamická psychoterapie, která se zaměřuje hlavně na prožívání ve vztazích s blízkými, podle povahy problému (pokud se emoční přejídání nejvíce objevuje v souvislosti s partnerskými problémy) párová terapie. Je-li emoční jedlík dítě či dospívající, velmi účinná je rodinná terapie.
Nutriční terapeut může pomoci "vyladit" jídelníček tak, aby byla strava rovnoměrná, aby bylo možné pracovat na snížení tělesné hmotnosti (nadváha bývá často důsledkem dlouhodobého emočního přejídání, index BMI se pohybuje nad normou vzhledem k věku a pohlaví) bez razatních a nepřirozených zhásahů do jídelníčku.
Farmakoterapie bývá podpůrnou péčí pro ty, kteří jsou více emočně labilní nebo jsou v tíživé životní situaci, nejčastěji se nasazují antidepresiva.